# Campionato centramericano femminile di pallacanestro 2022
Il 24º Campionato dell'America Centrale e Caraibico Femminile di Pallacanestro FIBA (noto anche come FIBA Centrobasket for Women 2022) si è svolto dal 23 al 27 novembre del 2022 a Chihuahua in Messico. Il torneo è stato vinto dalla nazionale portoricana.
I FIBA Centrobasket sono una manifestazione contesa dalle squadre nazionali di Messico, Centro America e Caraibi, organizzata dalla CONCENCABA (Confederazione America Centrale e Caraibi), nell'ambito della FIBA Americas.

## Squadre partecipanti
- Costa Rica
- Cuba
- Guatemala
- Messico
- El Salvador
- Porto Rico
- Rep. Dominicana

## Classifica finale
| Pos | Squadra | V-P |
| --- | --- | --- |
|     | Porto Rico0 O'Neill, 2 Jones, 3 T. Guirantes, 4 Vargas, 6 Maldonado, 11 Roma, 12 Gathers, 22 A. Guirantes, 25 Quiñones, 32 Harris, 33 Pagán, 55 Benítez, All. Jerry Batista |     |
|     | Messico5 Luna, 6 Ávila, 7 Martínez, 8 Beltrán, 9 Sánchez, 10 Ramos, 11 Payán, 13 Lara, 22 Vargas, 24 Rodríguez, 26 Martínez, 50 Taylor, All. Ebony Hoffman                  |     |
|     | Cuba9 Amargo, 12 Vargas, 17 Jourdain, 22 Despaigne, 24 Tanis, 25 Claro, 30 Armentero, 55 Tornell, 80 Neyra, 87 Contreras, All. Margarito Pedroso                            |     |
| 4   | Rep. Dominicana1 Jiménez, 2 Colomé, 3 Capellán, 4 Zapata, 5 Morton, 6 Jiménez, 7 Evangelista, 13 Reynoso, 14 Rodríguez, 15 Monsac, 23 Hernández, All. Alberto Zabala        |     |
| 5   | El Salvador4 Martínez, 9 Vega, 11 Domínguez, 12 Calderón, 14 Funes, 15 Heredia, 16 Avilés, 24 Tévez, 26 Alfaro, 51 Ruiz, 77 Méndez, All. José Santana                       |     |
| 6   | Guatemala3 Martínez, 4 López, 6 García, 8 Juarez, 9 Chavarría, 11 Vallecillo, 13 Rivas, 14 Vásquez, 19 A. Rosales, 21 Catalán, 23 Pinelo, 31 Escobar, All. Cristian Rivera  |     |
| 7   | Costa Rica2 Echeverri, 4 Matamoros, 5 Gálvez, 7 Fernández, 8 Araya, 11 Castro, 12 Torres, 13 Reyna, 15 Mora, 17 Solano, 21 Cervantes, 25 Zubillaga, All. Cristian Chavarría |     |